# Michael O’Leary (polityk)
Michael O’Leary, irl. Mícheál Ó Laoire (ur. 8 maja 1936 w Corku, zm. 11 maja 2006) – irlandzki polityk i prawnik, działacz Partii Pracy i lider tego ugrupowania w latach 1981–1982, parlamentarzysta krajowy i europejski, minister oraz tánaiste.

## Życiorys
Z wykształcenia prawnik, otrzymał uprawnienia barristera. Kształcił się w Presentation Brothers College w Corku, studiował na University College Cork oraz na Uniwersytecie Columbia. Pracował w centrali związkowej Irish Transport and General Workers’ Union (ITGWU).
Zaangażował się w działalność polityczną w ramach Partii Pracy. W 1965 po raz pierwszy z jej ramienia został wybrany do Dáil Éireann w jednym z okręgów stołecznych. Z powodzeniem jako kandydat laburzystów ubiegał się o reelekcję w wyborach w 1969, 1973, 1977, 1979, 1981 i lutym 1982. W latach 1979–1981 jednocześnie sprawował mandat posła do Parlamentu Europejskiego I kadencji. Od marca 1973 do maja 1977 pełnił funkcję ministra pracy. Od czerwca 1981 do marca 1982 sprawował urzędy wicepremiera oraz ministra energii (od sierpnia 1981 ministra przemysłu i energii).
W 1981 został liderem Partii Pracy, zrezygnował z przywództwa w tym ugrupowaniu w październiku 1982. W kolejnym miesiącu wstąpił do Fine Gael, a następnie z jej ramienia ponownie został wybrany do niższej izby irlandzkiego parlamentu. Nie wystartował w wyborach w 1987, podjął praktykę w zawodzie barristera. W 1991 został radnym hrabstwa Cork. W 1995 mianowany sędzią, orzekał m.in. w sprawach cywilnych w Dublinie. Przeszedł w stan spoczynku 8 maja 2006 w związku z ukończeniem 70 lat. Kilka dni później, przebywając na wyjeździe wypoczynkowym we Francji, zmarł w wyniku utonięcia w basenie.